# Воспоминания Адриана
Воспоминания Адриана (фр. Mémoires d'Hadrien) — исторический роман французской писательницы Маргерит Юрсенар, изданный в Париже в 1951 году издательством Плон.
Написанные от имени римского императора Публия Элия Адриана «Воспоминания» были переведены на 16 языков и принесли автору всемирную известность. В основном, благодаря этому произведению Маргерит Юрсенар была в 1970 году принята в члены Бельгийской академии французского языка и литературы, а десять лет спустя вошла в число бессмертных.

## О романе
По форме представляет собой серию писем, образующих своеобразное завещание, адресованное Марку Аврелию, который был заранее назначен наследником преемника Адриана Антонина Пия. Вначале роман задумывался как серия диалогов, но затем «был выбран наиболее интимный жанр римской литературы — письма, допускающие максимальную откровенность при изяществе стиля, как в посланиях Сенеки к Луцилию или эпистолах Цицерона».
При этом, несмотря на свободную форму, роман имеет чёткую внутреннюю структуру. В качестве эпиграфа взята стихотворная эпитафия, написанная императором Адрианом для самого себя:
Это стихотворение также является парадигмой строения романа. Каждая строчка даёт ключ к отдельной его части.
Стиль романа, ясный и одновременно изощрённый, нацелен на тонкую стилизацию латинского красноречия, настолько искусную, что латинисты без труда могут сделать обратный перевод. Зрелую прозу Юрсенар («Воспоминания», «Философский камень»), в которой сочетались «классический лаконизм и декоративная избыточность, сухость афоризма и пестрота описательных деталей, символические откровения и буйная пластическая изобразительность», критики называли «мраморной», или «бронзовой».

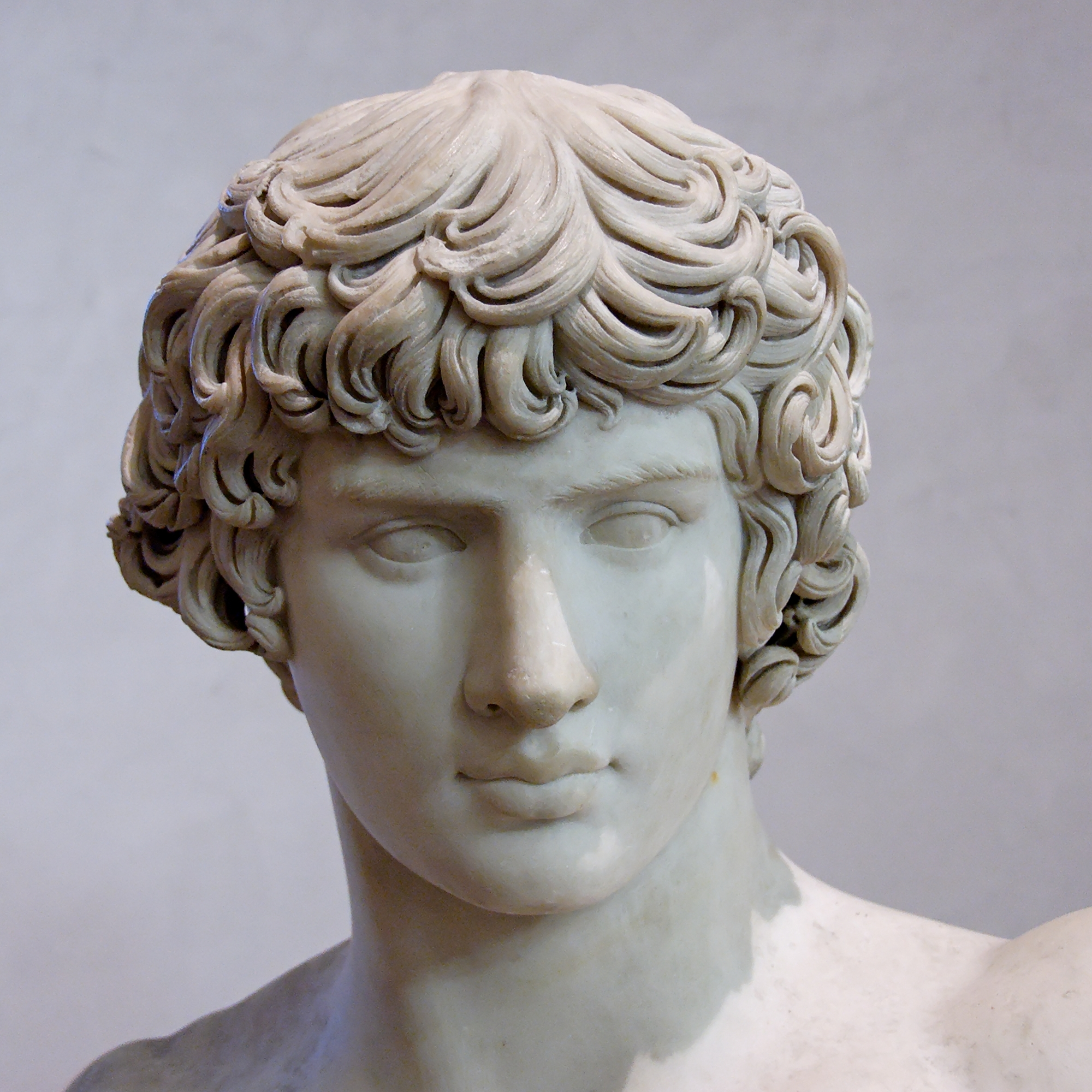
Бюст Антиноя с виллы Адриана в Тибуре. Лувр

При воссоздании характера Антиноя за основу был взят образ Нижинского. В качестве версии смерти императорского возлюбленного автором было принято предположение о добровольной жертве ради Адриана:

Хабрий, который в силу своих орфических взглядов считал, что самоубийство преступно, настаивал на жертвенности этой кончины; я сам испытывал нечто похожее на чудовищную радость, когда говорил себе, что эта смерть была принесена мне в дар.
Образ Адриана несколько идеализирован, с целью представить образец «хорошего» правителя. Ибо одной из задач романа было показать возможность гуманной и цивилизованной политики, представление о которой в Европе было сильно поколеблено недавней войной.

Все, что мир и я пережили в эти годы, обогатило хроники ушедшей эпохи, пролило иной свет и бросило иные тени на жизнь императора. Ещё недавно я думала прежде всего о человеке просвещенном, о путешественнике, поэте, любовнике — ничего из этого не исчезло, но теперь в моем воображении впервые среди всех прочих ликов необычайно отчетливо рисовался самый официальный и вместе с тем наиболее таинственный лик императора. Я жила в рушащемся мире, это научило меня понимать значимость Государя.— Юрсенар М. Заметки к роману, с. 291

## О его создании
Роман был задуман ещё в молодости, и первый вариант написан в 1924—1929 годах. Затем все рукописи были уничтожены, «и вполне заслуженно». Новый вариант был создан в 1934—1937 годах; от него в окончательный текст вошла одна фраза: «Я начинаю различать очертания своей смерти». Затем были бегство из Европы, война, чёрная стадия жизни в Америке, и только в декабре 1948 года из Швейцарии был получен чемодан с бумагами, оставленными там на хранение. Разбирая и бросая в огонь старые письма, Маргарит наткнулась на несколько страниц, озаглавленных: «Дорогой Марк…»

О каком друге, любовнике или, может, дальнем родственнике идет речь? Я не помнила этого имени. Прошло несколько минут, прежде чем я поняла, что Марк — это Марк Аврелий и в руках я держу фрагмент утраченной рукописи. С этого момента у меня уже не возникало сомнений: книга во что бы то ни стало должна быть написана заново.— Юрсенар М. Заметки к роману, с. 290
Исторические детали романа строго выверены и, в основном, соотносятся с данными источников, хотя, разумеется, присутствует и авторский вымысел. Книга сопровождена обширным приложением, — авторским примечанием и заметками к роману — которые содержат огромную библиографию по теме, а также пояснения, почему была выбрана та или иная версия событий, изложенных в источниках. Один из основных источников — Дион Кассий, именно в его версии изложены гибель Домициана, усыновление Траяна императором Нервой, и обстоятельства перехода власти к Адриану.
Юрсенар неоднократно посещала виллу Адриана в Тибуре и сохранившиеся в Риме памятники эпохи Антонинов (Замок Святого Ангела). Помимо скрупулёзного изучения источников и материальных свидетельств, для проникновения в образ Адриана использовалась особая техника медитации, сочетавшая буддистские приёмы очищения сознания с методикой Игнатия Лойолы и позволявшая создавать «контролируемые видения». Также применялись средства из арсенала «симпатической магии». Были даже попытки автоматического письма, но результат был признан автором неудачным.

Умственно неразвиты те, кто говорит: «Адриан — это вы». Так же как, наверно, неразвиты и те, кто удивляется, зачем это я выбрала столь далекий и необычный сюжет. Колдун, режущий себе большой палец в момент, когда он вызывает тени, знает, что они повинуются его призыву лишь потому, что пьют его кровь. А ещё он знает, или должен знать, что говорящие с ним голоса мудрее и заслуживают большего внимания, чем произносимое им самим.— Юрсенар М. Заметки к роману, с. 304

## После романа
Спектакль по роману был поставлен в 1989 году итальянским режиссёром Маурицио Скапарро на исторической Вилле Адриана в Риме, с известным итальянским актёром Джорджо Альбертацци и молодым французским танцовщиком Эриком Ву-Аном в ролях Адриана и Антиноя; Ву-Ан дебютировал в этом спектакле как хореограф, поставив свой 15-минутный танец. Критика отмечала экзотическую красоту и грациозный танец актёра.
Роман вдохновил французского парфюмера Анник Гуталь на создание аромата «Вода Адриана» (фр. Eau d'Hadrien; 1981).
На русском языке роман вышел в издательстве «Радуга» в 1984 году в переводе Мориса Ваксмахера.